# 北塘街道
北塘街道，是中华人民共和国天津市滨海新区下辖的一个乡镇级行政单位。

## 行政区划
北塘街道下辖以下地区：
文化宫社区、杨家场社区、欣雅苑社区、海阔苑社区、海泽苑社区、泰达御海社区、融创君澜社区、幸福城第一社区、揽涛轩社区、幸福城第二社区、滨海湖社区、欣昌苑社区、欣康苑社区、欣平苑社区、欣中苑社区、东村、北村、西村、南村和欣华苑社区。